# Pancheria multijuga
Pancheria multijuga är en tvåhjärtbladig växtart som beskrevs av André Guillaumin och H.C.Hopkins & J.Bradford. Pancheria multijuga ingår i släktet Pancheria och familjen Cunoniaceae. Inga underarter finns listade i Catalogue of Life.